# Região Geográfica Imediata de São João del-Rei

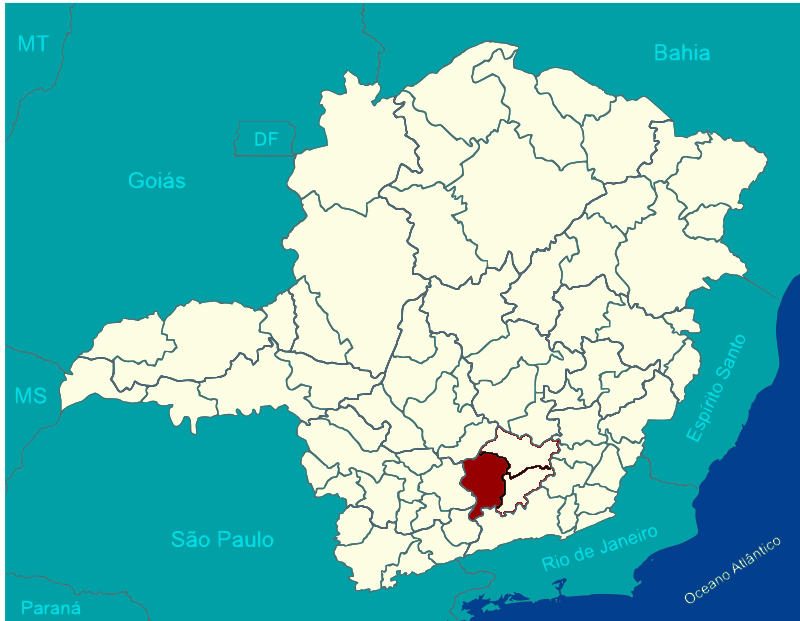
A Região Geográfica Imediata de São João del-Rei (MG).

A Região Geográfica Imediata de São João del-Rei é uma das 70 regiões imediatas do Estado de Minas Gerais, uma das três regiões imediatas que compõem a Região Geográfica Intermediária de Barbacena e uma das 509 regiões imediatas do Brasil, criadas pelo IBGE em 2017.

## Municípios
É composta por 14 municípios:
- Conceição da Barra de Minas
- Coronel Xavier Chaves
- Lagoa Dourada
- Madre de Deus de Minas
- Nazareno
- Piedade do Rio Grande
- Prados
- Resende Costa
- Ritápolis
- Santa Cruz de Minas
- São João del-Rei
- São Tiago
- São Vicente de Minas
- Tiradentes

## Estatísticas
Tem uma população estimada pelo IBGE para 1.º de julho de 2017 de 188 356 habitantes, área total de 5 838,734 km² e densidade demográfica de 32,3 habitantes/km².

## Trívia
A região foi desbravada por bandeirantes à procura de ouro na virada do século XVII para o XVIII.

### Circunscrição eclesiástica
Dos 14 municípios, 13 pertencem à Diocese de São João del-Rei.
Apenas o município de São Tiago pertence à Diocese de Oliveira.